# Metioche monteithi
Metioche monteithi är en insektsart som beskrevs av Otte, D. och R.D. Alexander 1983. Metioche monteithi ingår i släktet Metioche och familjen syrsor. Inga underarter finns listade i Catalogue of Life.